# Partido Nacionalista de Cantabria
El Partido Nacionalista Cántabro (PNC) fue una formación política de ámbito autonómico cántabro activa entre 1988 y 1994. Su posición ideológica era la del nacionalismo cántabro conservador.
El PNC fue una escisión del Partido Regionalista de Cantabria (PRC) que tuvo lugar a principios de 1988. Tras las elecciones autonómicas y municipales de 1987 el PRC obtuvo cinco diputados en la Asamblea Regional de Cantabria, así como dos concejales en el Ayuntamiento de Santander. Disensiones internas del partido culminan con el abandono del mismo por los dos concejales santanderinos (Miguel Pérez Bustamante y Ángel Díaz Ocejo), así como por el diputado de la Asamblea Regional Esteban Solana Lavín, quienes forman con otros políticos procedentes del PRC un nuevo partido, el PNC. Posteriormente otros políticos se irían uniendo a la nueva formación nacionalista (caso del concejal regionalista de Santoña José Antonio Solar, que permitió a continuación el acceso a la alcaldía al PP tras una moción de censura contra el alcalde socialista).
Durante el resto de la legislatura, el diputado nacionalista fue pieza clave para la gobernabilidad de la Comunidad Autónoma, al dar su apoyo a los 19 diputados de Coalición Popular y apoyando así al presidente cántabro Juan Hormaechea.
En las siguientes elecciones autonómicas el Partido Nacionalista de Cantabria registró un 0,21% del voto, perdiendo su diputado en la Asamblea Regional. Ante los malos resultados cosechados en estas elecciones y en las elecciones al Congreso de los Diputados de 1993, el partido termina por desaparecer de la escena política.

## Resultados electorales
- Elecciones al Parlamento de Cantabria de 1991: 623 votos (0,21% de los sufragios) - ningún diputado.
- Elecciones municipales de 1991 en Cantabria: 503 votos (0,17% de los sufragios) - ningún concejal.
- Elecciones generales de España de 1993: 383 votos (0,12% de los sufragios) - ningún diputado.